# Abbaye d'Arnoldstein
 (mars 2023).
Si vous disposez d'ouvrages ou d'articles de référence ou si vous connaissez des sites web de qualité traitant du thème abordé ici, merci de compléter l'article en donnant les références utiles à sa vérifiabilité et en les liant à la section « Notes et références ».
L’abbaye d’Arnoldstein (en allemand : Stift Arnoldstein) est une ancienne abbaye bénédictine située sur le territoire de la commune d’Arnoldstein, dans le land de Carinthie, en Autriche. 

## Histoire
À l'occassion de son couronnement le 10 février 1014, l'empereur Henri II a cédé les domaines au pied des Karavanke en Carinthie au nouveau diocèse de Bamberg. Le château d'Arnoldstein est mentionné pour la première fois vers 1090 ; il fut le siège de la famille d’Eppenstein, ministériels au service des évêques depuis l'épiscopat d'Adalbéron d'Eppenstein (mort en 1057). Les Eppenstein dominent sur le duché de Carinthie à partir de 1073, et les successeurs d'Adalbéron s'efforçaient longtemps en vain de récupérer le fief. Ce ne fut qu'au début du XIIe siècle que l'évêque Othon de Bamberg peut le recouvrer.
L’abbaye bénédictine est fondée en 1106 et occupe l’emplacement de l’ancien château qui fut démoli et reconstruit en bâtiment conventuel. Le premier abbé, Ingram, est nommé en 1126. À partir de 1176, les ducs de Carinthie exerçaient comme baillis (Vögte). Néanmoins, l’abbaye commence à décliner à partir du XIVe siècle : le grand tremblement de terre de 1348, qui détruit une partie de l’abbaye, ainsi que les villages environnants, arrive simultanément avec la peste et de mauvaises récoltes. À la fin du XVe siècle, l’abbaye n’est toujours pas parvenue à récupérer de ces événements, ce qui affecte sa capacité à assurer sa mission religieuse au moment où la religion réformée gagne en influence.
Même si elle reste pauvre et prise par les difficultés économiques, l’abbaye parvient à survivre pendant le XVIe siècle et retrouve une partie de son lustre dans la première moitié du XVIIe siècle, bien qu’un incendie en 1642 réduise une partie des efforts investis à néant. À l’instar de tous les autres établissements religieux n’ayant pas de rôle éducatif ou médical, l’abbaye est dissoute par l’empereur Joseph II en 1783, qui exproprie les terres et les bâtiments. Ceux-ci abritent alors les bureaux de diverses administrations jusqu’à ce qu’ils soient détruits par un incendie le 16 août 1883 après lequel ils ne sont pas reconstruits. 